# Skiotocharax
Skiotocharax is een monotypisch geslacht van straalvinnige vissen uit de familie van de grondzalmen (Crenuchidae).

## Soort
- Skiotocharax meizon Presswell, Weitzman & Bergquist, 2000